# Jaime Cibils y Puig
Jaime Cibils y Puig, (Cataluña, 1831 - Montevideo, Uruguay, 8 de setiembre de 1888) fue un empresario uruguayo de origen catalán.

## Biografía
Nació en Cataluña en el año 1831 y en 1851, a la edad de 20 años, llegó a la ciudad de Montevideo junto con su hermano. Al poco tiempo de haberse establecido, comenzó a trabajar en el establecimiento comercial de su coterráneo catalán, Félix Buxareo.
En el Cerro estableció un emprendimiento saladeril y junto a Juan D. Jackson financió la construcción de un dique de carena, con un muelle anexo que habilitaba las operaciones de buques de mayor calado. El mismo comenzó a operar en octubre de 1879 y por muchos años fue el de mayor tamaño de América.
Dicho dique "Cibils-Jackson" fue comprado por el Estado uruguayo en 1911, convirtiéndose en el Arsenal de Marina y Dique Nacional. En 1857 Cibils fundó el Banco Comercial, del cual fue presidente en varias oportunidades.
Al año siguiente, inició la construcción de una sala de teatro, en base al diseño del ingeniero Juan A. Capurro, la cual fue inaugurada en 1871. El "Teatro Cibils" se emplazó en la calle Ituzaingó, casi Piedras en Montevideo, frente a la casa de su dueño. En 1912 el mismo fue destruido en un incendio.
Una calle del barrio La Blanqueada de Montevideo lleva su nombre.